# Жосань (Меджешть, Біхор)
Жосань, Жосані (рум. Josani) — село у повіті Біхор в Румунії. Входить до складу комуни Меджешть.
Село розташоване на відстані 400 км на північний захід від Бухареста, 41 км на схід від Ораді, 89 км на захід від Клуж-Напоки.

## Населення
За даними перепису населення 2002 року у селі проживали 424 особи, з них 422 особи (99,5%) румунів. Рідною мовою 422 особи (99,5%) назвали румунську.